# Sarcophaga tsengi
Sarcophaga tsengi är en tvåvingeart som beskrevs av Sugiyama 1987. Sarcophaga tsengi ingår i släktet Sarcophaga och familjen köttflugor.
Artens utbredningsområde är Taiwan. Inga underarter finns listade i Catalogue of Life.